# Віхті (Фінляндія)
Віхті (фін. вимова: [ˈʋiçt̪i]; швед. Vichtis) — невеликий муніципалітет, розташований у регіоні Уусімаа провінції Південна Фінляндія, приблизно за 50 км на північний захід від столиці Гельсінкі. Муніципалітет має населення 29,241 осіб (на 31 грудня 2021 року) і займає площу 567,06 квадратних кілометрів (218,94 кв. миль), з яких 45,02 км2 (17,38 кв. миль) це вода. Щільність населення становить 56,01 жителя на квадратний кілометр (145,1/кв. миль). Його центром є Нуммела, яка є найбільш густонаселеним міським районом муніципалітету.
Сусідніми муніципалітетами Віхті є Карккіла, Лоппі, Хювінкяа, Нурміярві, Еспоо, Кірконуммі, Сіунтіо та Лох'я з півночі за годинниковою стрілкою. Через Віхті проходить кілька важливих автомобільних сполучень, найвідомішими з яких є шосе Порі між Порі та Гельсінкі, шосе Ханко між Ханко та Хювінкяа та шосе Віхті між Віхті та Гельсінкі. Найбільшим озером Віхті є Хійденвесі, яке з’єднується з Фінською затокою через озеро Лох’я та річку Каріс.

## Історія
Найдавніший буквений знак Віхті датується 15 століттям. У цей час також була побудована стара парафіяльна церква, церква Св. Бріджит. Після занепаду старої церкви у Віхті була побудована нова нинішня церква, яка була завершена в 1772 році.

## Політика
Результати парламентських виборів у Фінляндії 2019 року у Віхті:
- Партія фінів 20%
- Соціал-демократична партія 18%
- Національна коаліційна партія 17,9%
- Центристська партія 14,2%
- Зелена Ліга 10,1%
- Рух зараз 5,2%
- Лівий Альянс 4,8%
- Християнські демократи 3,4%
- Шведська народна партія 2,4%
- Інші партії 3,8%

## Економіка
Контрактний виробник електроніки DICRO Oy є одним із його головних роботодавців разом із місцевими лісогосподарськими компаніями та фермерами.

## Села
Хаймоо, Хяркяля, Йокікунта, Ойнасйокі, Ояккала, Палаярві, Сііппу, Тервалампі, Хаапкюля, Хухмарі, Хулттіла, Хюнньоля, Хяртсіля, Ірьяла, Йокикунта, Яттола, Кахарла, Каукола, Кауппіла, Кірконкюля, Кірвела, Койккала, Корканіемі, Корппіла Кёйккаля, Лахнус, Лахті, Ланкіла, Леппярла, Лусіла, Майккала, Меррамяки, Ніеменкюля, Ніемі, Ніухала, Нуммела, Олккала, Олліла, Оталампі, Оравала, Пакасела, Піетіла, Пяякслахті, Рускела, Салмі, Селки, Суксела, Суонтака, Тайпале, Тарттіла, Торхола, Туохілампі, Ванхала, Ванйокі, Ванярві, Весіканса, Віхті, Віхтіярві, Вяхякюля

## Міста побратими
- Префектура Фукуй, Японія (з 1980)